# 108 Herculis
108 Herculis är en Am-stjärna i Herkules stjärnbild.
Stjärnan har visuell magnitud +5,63 och är synlig för blotta ögat vid god seeing. Den befinner sig på ett avstånd av ungefär 185 ljusår.